# Hansell Riojas
Hansell Riojas La Rosa (Ventanilla, Provincia Constitucional del Callao, 15 de octubre de 1991) es un futbolista peruano. Juega como defensa central y su equipo actual es Sport Boys de la Liga 1 de Peru. Tiene 33 años.

## Trayectoria

### Sport Boys
Debutó y jugó 2 años en Sport Boys de Callao. Jugara este próximo año 2025 en el equipo.

### Deportivo Municipal
Al siguiente año se fue como jugador libre a jugar la Segunda División del Perú por Deportivo Municipal, ese año compartió la defensa en casi todo el campeonato con Alexander Fajardo. Colectivamente al equipo le fue mal, al quedar en el puesto 11 de la tabla general.

### Cienciano
Jugó por Cienciano todo el 2014, compartió la saga defensiva junto a Santiago Acasiete.

### Universidad César Vallejo
En el 2015 campeono la copa inca , y obtuvo el tercer puesto del torneo nacional. En el 2016 jugó la Copa Libertadores 2016 con el Universidad César Vallejo enfrentando al Sao Paulo jugando el partido de vuelta. Finalmente descendió de categoría con el elenco trujillano.

### Alianza Lima
A inicios del 2017 fichó por Alianza Lima club con el cual ganó el Torneo Apertura. Jugó también la Copa Sudamericana 2017 donde fue eliminado por Club Atlético Independiente.

### Belgrano
El 28 de agosto de 2017 se confirma su fichaje por Belgrano de Córdoba de la Primera División de Argentina. Sin embargo, no tuvo la continuidad deseada por lo que duró poco en Argentina.

### Segunda etapa en Alianza Lima
El 26 de marzo del 2018 se oficializa su regreso a Alianza Lima.
En el 2021 logra clasificar a la Copa Sudamericana 2022.
A medoados del 2024 fichó por Unión Comercio, club con el que descendería a final de temporada.

## Selección nacional
El año 2014, recibió el llamado personal del Entrenador de la Selección Peruana, Pablo Bengoechea, para integrar un microciclo del cual saldrán los seleccionados para enfrentar a la Selección Inglesa y Suiza. Luego del microciclo Bengoechea seleccionó a Riojas y ha sido un integrante regular en todas sus convocatorias. Participó en la Copa América Chile 2015, donde obtuvo el tercer lugar del torneo de la mano del técnico de la selección Ricardo Gareca

### Participaciones en Copas América
| Torneo            | Sede  | Resultado    | Partidos | Goles |
| ----------------- | ----- | ------------ | -------- | ----- |
| Copa América 2015 | Chile | Tercer lugar | 0        | 0     |

## Clubes
| Club                      | País                | Año                 | Partidos | Goles |
| ------------------------- | ------------------- | ------------------- | -------- | ----- |
| Sport Boys                | Perú                | 2011-2012           | 13       | 0     |
| Deportivo Municipal       | Perú                | 2013                | 18       | 0     |
| Cienciano                 | Perú                | 2014                | 26       | 0     |
| Universidad César Vallejo | Perú                | 2015-2016           | 39       | 1     |
| Alianza Lima              | Perú                | 2017                | 28       | 1     |
| Belgrano                  | Argentina           | 2017-2018           | 5        | 0     |
| Alianza Lima              | Perú                | 2018-2019           | 62       | 2     |
| Sport Boys                | Perú                | 2020                | 23       | 1     |
| Cienciano                 | Perú                | 2022-2023           | 68       | 3     |
| Deportivo Malacateco      | Guatemala           | 2024                |          |       |
| Unión Comercio            | Perú                | 2024                |          |       |
| Sport Boys                | Perú                | 2025-?              |          |       |
| Total en su carrera       | Total en su carrera | Total en su carrera | 393      | 8     |

## Palmarés

### Torneos Cortos
| Título          | Club          | País | Año  |
| --------------- | ------------- | ---- | ---- |
| Torneo del Inca | César Vallejo | Perú | 2015 |
| Torneo Apertura | Alianza Lima  | Perú | 2017 |
| Torneo Clausura | Alianza Lima  | Perú | 2017 |
| Torneo Clausura | Alianza Lima  | Perú | 2019 |

### Campeonatos nacionales
| Título                    | Club         | País | Año  |
| ------------------------- | ------------ | ---- | ---- |
| Primera División del Perú | Alianza Lima | Perú | 2017 |

### Distinciones individuales
| Distinción                                                                | Año  |
| ------------------------------------------------------------------------- | ---- |
| Preseleccionado como defensa en el mejor once de la Liga 1 según la SAFAP | 2019 |